# Мулуя
Мулуя или Уад Мулуя (на арабски: وادي ملوية) е река в североизточната част на Мароко, вливаща се Средиземно море. Дълга е 520 km, а площта на водосборния ѝ басейн е 74 000 km². Река Мулуя води началото си на 2122 m н.в. от южните склонове на планинската система на Среден Атлас. По цялото си протежение тече предимно в североизточна посока по обширна депресия с полупустинен климат и растителност. Влива се в Средиземно море, в крайния североизточен ъгъл на Мароко в близост до морския курорт Сайдия. Основни притоци: леви – Буизри, Аксинус, Шег ал Арг, Мелулу, Мсун; десни – Ансегмир, Визерт, Мескала, Кеду, Сиди, Айда, За (най-голям приток), Бу Редим. Има предимно дъждовно и частично снежно подхранване. Средният годишен отток на реката е 50 m³/s, максималният в началото на пролетта – 1000 m³/s, минимален в края на лятото – 1 m³/s. В долното ѝ течение, преди изхода ѝ на проморската низина, при град Мешра Хомади е изграден голям хидровъзел, който включва висока преградна стена, водно огледало, ВЕЦ и напоителната система Мешра Клила. Поради това че реката тече предимно през полупустинни райони, долината ѝ е слабо населена, като най-голямото селище по течението ѝ е град Герсиф.